# Emily Diamond
Emily Diamond (11 de junho de 1991) é uma velocista britânica, medalhista olímpica.

## Carreira
Emily Diamond competiu na Rio 2016, conquistando a medalha de bronze no revezamento 4x400m.